# سارا وایتینگ
سارا وایتینگ مدیر طراحی دفتر معماری WW و رئیس دانشکده معماری دانشگاه رایس است. او در موسساتی مانند مدرسه عالی طراحی دانشگاه هاروارد، دانشکده معماری دانشگاه پرینستون، موسسه فناوری ایلینوی، دانشگاه کنتاکی و دانشگاه فلوریدا تدریس کرده‌است.
او دارای لیسانس هنر از دانشگاه ییل، کارشناسی ارشد معماری از دانشگاه پرینستون و پی‌اچ‌دی از موسسه فناوری ماساچوست است. او پیش از این در دفاتر پیتر آیزنمن، مایکل گریوز و دفتر معماری کلانشهر مشغول به کار بوده، جایی که به عنوان طراح اصلی طرح جامع اورالیل و پروژه‌هایی دیگر کار کرده‌است.
سارا وایتینگ در هیئت تحریریه نشریه معماری اسمبلج بود و یکی از شخصیت‌های اصلی لاگ است.
وایتینگ در دوره‌های کارشناسی و تحصیلات تکمیلی شهرسازی مدرن و تئوری معاصر در پرینستون تدریس کرده و در بسیاری از کنفرانس‌ها در موسسات معتبری مانند مؤسسه برلاخه، دانشگاه کلمبیا و انجمن معماری، سی‌سی‌ای شرکت و سخنرانی کرده‌است.

## تفکر وایتینگ در مورد معماری
وایتینگ موضوع اصلی معماری را انتخاب‌ها می‌داند، او در گفتگویی با پیتر آیزنمن می‌گوید:
"موضوع اصلی معماری این است که معماران چگونه با تصمیمات بی شمارشان در مسیر خود به سختی از "الف" به "ب" عبور م کنند: آیا این یکی بهتر از دیگری است؟ آیا پنجره‌های اینجا باید طولی باشند؟ آیا این دو فضا باید کنار هم باشند؟ تعریفمان از یک مؤسسه چیست؟ یک پروژه چگونه بر فردیت افراد حاضر در درونش اثر می‌گذارد؟ بتن بهتر است یا فولاد؟ آیا باید به زمینه هم توجه کنم؟ ....
رویارویی معماران با رگبار چنین انتخابهایی، چیز جدیدی نیست، اما قطعاً امروز در مقایسه با هر برهه دیگری از گذشته با انتخابهای بیشتری … روبروییم. این انتخاب‌ها باعث شدند ما هر روز حرف کمتری برای گفتن داشته باشیم. … امروزه به‌طور کلی نقش معماران تفاوت چشمگیری پیدا کرده‌است. ممکن است فلج شده و غرق در امکانات متعدد پیش رویمان شده باشیم؛. ممکن است تسلیم جهان کارفرمایان، بانک‌ها و قدرت مدیران پروژه‌ها شویم، کسانی که مهم‌تر شدنشان صدای ضعیف شده معماری را قدرتی دوباره بخشیده‌است. یا ممکن است خیلی ساده خودخواه تر از چیزی شده باشیم که می‌خواستیم. جهان بسیار درهم‌وبرهم شده، پس فکر می‌کنیم اصلاً چرا باید به خود زحمت بیان دیدگاه‌هایمان را بدهیم؟"

## گزیده کتابشناسی
- Beyond Surface Appeal: Literalism, Sensibilities and Constituencies in the Work of James Carpenter, 2012.
- Notes Around the Doppler Effect and Other Moods of Modernism (with Robert Somol), Perspecta 33 (2002): 72-77
- Oxymoron and Pleonasm Conversation on American Critical by Monika Mitasova (Editor), 2014.
- Shaping the City by Edward Robbins (Editor); Rodolphe El-Khoury (Editor) , (2004):57-76.
- Differences by Ignasi de Sola-Morales; Sarah Whiting (Editor); Graham Thompson (Translator), 2004.
- Peter Eisenman in Dialogue with architects and philosophers, (with Peter Eisenman and others), 2017.
- Lateness (With Peter Eisenman and Elisa Iturbe), 2020.